# Asie centrale soviétique

Asie centrale soviétique.

L'Asie centrale soviétique (en russe : Советская Средняя Азия) est la partie de l'Asie centrale administrée par l'Union des républiques socialistes soviétiques entre 1918 et 1991, date à laquelle les républiques d'Asie centrale comprises dedans — Kazakhstan, Kirghizistan, Ouzbékistan, Tadjikistan et Turkménistan — ont déclaré leur indépendance.
Il est presque synonyme de Turkestan russe dans l'Empire russe.
L'Asie centrale soviétique connait de nombreuses divisions territoriales avant la création des frontières actuelles dans les années 1920 et 1930.